# Neocompsa spinosa
Neocompsa spinosa là một loài bọ cánh cứng trong họ Cerambycidae.